# محمد رزق طرهوني
محمد بن رزق بن عبد الناصر بن طرهوني الكعبي السلمي ويُلقب أبو الأرقم المصري المدني (4 رجب 1379 هـ - 2 يناير 1960) في القاهرة، وهو رجل دين حاصل على الدكتوراه في التفسير و‌علوم القرآن من جامعة الأزهر بمصر والبكالوريوس من الجامعة الإسلامية بالمدينة المنورة، و‌أستاذ مساعد متقاعد في جامعة المدينة العالمية. وهو مفتي و‌مؤلف إسلامي ومؤسس موقع دعوي.

## نسبه
ينتسب إلى عرب طرهونة المهاجرين من الحجاز إلى مصر و‌ليبيا، وينتسبون في الأصل إلى قبائل الكعوب أبناء كعب بن أحمد من قبائل بني سليم بن منصور من قيس عيلان حسب ما أفاده عمر رضا كحالة في كتابه  نقلاً عن عدة مصادر.

## دراسته
درس المرحلة الثانوية القسم العلمي شعبة الرياضيات في مدارس القاهرة بجمهورية مصر العربية، وحصل على شهادة الامتياز للطلبة المتفوقين في مسابقة القرآن الكريم عام 1970 م.

### دراسته الجامعية في الهندسة
التحق بكلية الهندسة بجامعة القاهرة عام 1977، وأتم فيها الدراسة لمدة سنتين، اهتم خلالها بكثير من العلوم الشرعية عن طريق الاطلاع والدراسة على أهل العلم وبالأخص علم الحديث ومصطلحه وتنقل خلالها بين مصر و‌المملكة العربية السعودية و‌اليمن وطلب فيها العلم، وأتم حفظ القرآن واهتم بالقراءات فأجاد قراءة عاصم من رواية حفص وقراءة نافع من رواية ورش وفي أثناء السنة الثالثة من دراسته الجامعية أراد الجمع بين العلم الشرعي وبين تخصصه الأكاديمي بالانتقال إلى جامعة الأزهر، ولكنه هاجر إلى السعودية.

### دراسته للعلوم الشرعية
سافر إلى المدينة المنورة وتمكن من الالتحاق بكلية القرآن الكريم و‌الدراسات الإسلامية بالجامعة الإسلامية بالمدينة المنورة بعد أن تم تزكيته من قبل جماعة أنصار السنة المحمدية بمصر والشيخ علي بن مشرف العمري وغيرهما.

### دراسته العليا
التحق بالدراسات العليا بجامعة الأزهر فكانت أطروحته للماجستير في التفسير بالمأثور من قوله تعالى ﴿يَسْأَلُونَكَ عَنِ الْأَهِلَّةِ﴾ إلى قوله ﴿يَسْأَلُونَكَ عَنِ الْخَمْرِ وَالْمَيْسِرِ﴾ جمعاً ودراسة وتحقيقا فتحصل عليها بتاريخ 17 مارس 1416 هـ بتقدير امتياز. وأطروحته للدكتوراه بعنوان (التفسير والمفسرون في غرب أفريقيا). فتحصل عليها بتاريخ 1 يونيو 1420 هـ ب مرتبة الشرف الأولى، ثم حصل على شهادة الإجازة العالية.

## الإجازات العلمية
| - إجازة في القراءات السبع من طريق الشاطيبة بالإسناد المتصل إلى رسول الله على الشيخ محمود بن عبد الخالق جادو. - كماأوشك على تحصيل الثلاث المتممة للعشرة من طريق الدرة مع رواية حفص عن عاصم من طريق الشاطبية على الشيخ محمود بن سيبويه البدوي، إلا أن الشيخ وافته المنية قبل الإتمام. | - تحصل على الإجازة في الحديث و‌العقيدة و‌الفقه وغير ذلك من الشيخ حمود بن عبد الله التويجري وكذا أجازه بجميع مروياته الشيخ أبو عبد الرحمن بن عقيل الظاهري والدكتور حكمت بشير ياسين الموصلي، والشيخ أبو أويس محمد بن الأمين بن عبد الله أبو خبزة الحسني. - تحصل على إجازة من الشيخ مساعد البشير والدكتور عاصم بن عبد الله القريوتي وخالد بن محمد بن غانم آل ثان التميمي الحنبلي، وصهره الشيخ حامد بن أحمد بن أكرم البخاري. |

## مشايخه وتلاميذه

### مشايخه
- تلقى القرآن بمصر برواية حفص عن عاصم و‌ورش عن نافع، بحلقات المساجد و‌البيوت، وممن قرأ على الشيخ عامر السيد عثمان شيخ المقارىء.
- وأما القراءات السبع من طريق الشاطبية فعلى جماعة من المشايخ داخل الكلية بالمدينة النبوية وهم:

| - الشيخ محمود عبد الخالق جادو. - الشيخ عبد الرافع رضوان علي. | - الشيخ عبد الحكيم خاطر - الشيخ عبد الرازق علي إبراهيم موسى |

- وأما القراءات الثلاث المتممة للعشرة فعلى الدكتور محمود سيبويه البدوي و‌عبد الفتاح السيد عجمي المرصفي.
- وأما خارج الكلية فقرأ السبع جمعا على الشيخ محمود عبد الخالق جادو وأجازه بإسناده وكانت أول وآخر إجازة تعتمدها كلية القرآن الكريم، وقرأ الثلاث جمعا مع رواية حفص عن عاصم على الشيخ الدكتور محمود سيبويه إلى منتصف سورة النساء تقريبا.
- درس التفسير وعلوم القرآن على الشيخ الدكتور عبد الرحمن حواس والشيخ الدكتور عبد العزيز محمد عثمان السوداني.
- درس رسم القرآن وضبطه وعلوم القرآن على الشيخ الدكتور محمد بن سيدي بن الحبيب الشنقيط.
- درس علم عد الآي على الشيخ عبد الرازق علي موسى.
- تلقى الحديث وعلومه بأرض اليمن في رحلته الأولى إليها لهذا الغرض على الشيخ مقبل بن هادي الوادعي بقرية دماج بصعدة وبالمدينة على الشيخ علي بن مشرف العمري وأما داخل الكلية فدرس فقه الحديث وما يتعلق به من أصول على عواد بن بلال العوفي والدكتور أحمد بن عيسى الجيزاني.
- درس التوحيد والعقيدة على كل من الشيخ الدكتور علي بن عبد الرحمن الحذيفي والشيخ الدكتور عبد الله بن الشيخ محمد الأمين الشنقيطي كما درس على الأخير مادة الشبهات أيضاً.
- درس الأديان والفرق والمذاهب المعاصرة على الشيخ فتح الرحمن عمر محمد السوداني.
- درس السيرة النبوية على الشيخ كمال فقيه.
- درس التاريخ وحاضر العالم الإسلامي على الدكتور جميل بن عبد الله بن محمد المصري الأردني.
- درس البحث والمكتبة والمصادر على الدكتور عبد الحليم هاشم محمد الشريف.
- أما علوم اللغة كالنحو و‌الصرف و‌البلاغة و‌الأدب فعلى عدة من المشتغلين بهذه العلوم بأرض مصر. وفي علوم نقد الشعر في إتمامه المرحلة الثانوية وصحب بالجامعة الشيخ منصور رمضان مصطفى حبيب الذي درسه النحو و‌الصرف لمدة أربع سنوات ودرسه الخط أيضاً وتلقى على يديه شيئا من علم العروض و‌القوافي خارج الكلية.
- تحصل كما تقدم على الإجازة في الحديث و‌الفقه و‌العقيدة وكتب ابن تيمية وتلميذه ابن القيم ومؤلفات محمد بن عبد الوهاب و‌كتب الحنابلة من الشيخ حمود بن عبد الله التويجري والشيخ أبي عبد الرحمن محمد بن عمر بن عبد الرحمن بن عقيل الظاهري والشيخ حكمت بشير ياسين والشيخ أبي خبزة الحسني وغيرهم.
- التقى عدة من المشايخ منهم عبد العزيز بن عبد الله بن باز والشيخ عبد الرزاق عفيفي و‌الشيخ الألباني ومن القراء الشيخ عبد الفتاح القاضي والشيخ عامر السيد عثمان وغيرهم.

### أعماله وإنجازاته
عمل عدة أعمال والتحق بعدة وظائف منها:
1. الإشراف على إحدى المدارس الأهلية بالمدينة المنورة.
2. المساهمة كباحث بمجمع الملك فهد لطباعة المصحف الشريف بالمدينة المنورة في الإعداد لقسم التفسير فيه.
3. العمل كمدرس خاص للأمير عبدالله بن مساعد بن عبد العزيز آل سعود.
4. المشاركة كموجه تربوي لدى جماعة تحفيظ القرآن بالمدينة المنورة.
5. قام بتأسيس مدارس الخندق الأهلية بالمدينة المنورة ووضع جميع برامجها التعليمية الإضافية وعمل كمستشار تعليمي وفني لها لمدة عامين.
6. المشاركة كباحث لدى مركز السنة والسيرة النبوية التابع لمجمع الملك فهد لطباعة المصحف الشريف.
7. التعاون مع جامعة الملك عبد العزيز كلية التربية فرع المدينة المنورة كمدرس لمادة التفسير قسم الطلاب ومادة السيرة قسم الطالبات ومادة المدخل لالدراسات الإسلامية للقسمين معا لما يقارب فصلا دراسيا واختلف مع بعض القائمين على الكلية حول منهجهم غير الحديثي في معالجة السيرة النبوية فاعتذر عن المضي في التدريس.
8. القيام بطرح فكرة لإنشاء كلية مفتوحة للحديث الشريف و‌الدراسات الإسلامية وإعداد الدراسات المطلوبة لها.
9. عقد لقاء مفتوح مرتين في الأسبوع على شبكة الإنترنت عن طريق برنامج البالتوك للإجابة على السائلين من أنحاء العالم من مسلمين وأحيانا من غيرهم لمدة خمس سنوات.
10. المشاركة في اللجنة العلمية لدراسة مشروع سوق المدينة المنورة وإعداد البحث العلمي لذلك.
11. التعاون مع مشروع جامعة المدينة العالمية وهو تحت الإنشاء وذلك بتسجيل مادتي علوم القرآن والتفسير.
12. القيام بتسجيل القرآن كاملا برواية حفص عن عاصم بن أبي النجود.
13. القيام بإقراء القرآن وإجازة بعض طلاب العلم وأهله.

### أعماله العلمية
وأما أعماله العلمية في مجال العقيدة و‌القرآن وعلومه و‌التفسير والحديثوالفقه و‌السيرة النبوية و‌التاريخ و‌الدعوة و‌التربية و‌الأدب الإسلامي.
1. قام بمراجعة دقيقة لمصحف الراجحي رسما وضبطا وعمل تقريراً تفصيلياً لما اكتشفه من أخطاء هامة
2. ساهم في مراجعة مصحف بالخط الفارسي تابع المعهد العالمي للفكر الإسلامي بأمريكا لإرساله للمجاهدين الأفغان.
3. ساهم في مراجعة مصحف مترجم مصور من مصحف المدينة المنورة تابع للمعهد المذكور.
4. قام بمراجعة الآيات المكتوبة على جدران مسجد قباء في توسعة خادم الحرمين الشريفين.

- قام بعدة أعمال تابعة للمعهد العالمي المشار إليه لخدمة التفسير بالمأثور ومنها:

| - مرويات الإمام مالك في التفسير مجلد | - مرويات محمد بن ماجه في التفسير مجلد كبير | - مرويات الإمام أحمد في التفسير عدة مجلدات بالمشاركة مع الدكتور حكمت بشير وآخرين |

ويأتي ذكر ما طبع وما لم يطبع منها.

## المؤلفات
ألف الطرهوني العديد من الكتب وحقق الكثير من المخطوطات كما كتب مئات المقالات في مجالات شتى في صحف ومطبوعات مختلفة.
كما ترك بحوثاً إسلامية ومؤلفات أخرى أبرزها بحث بعنوان (المدخل الصغير إلى علوم الحديث والعقيدة والتفسير) كما عمل عدة محاضرات وندوات وخاصة للمسلمين الجدد في أنحاء العالم لاسيما عندما كانوا يأتون إلى المدينة المنورة للحج وقد كان بيته لا يخلو من كثرة رواده وزائريه. وعلى رأسهم رئيس المركز الإسلامي بولاية ساوث كارولينا بأمريكا الشيخ محمد سيد عدلي والذي كان يقوم بالترجمة له في محاضراته كما أن لديه العديد من اللقاءات والمحاضرات الصوتية والتي تبث عبر قناته على اليوتيوب. وقد بلغت مؤلفاته أكثر من أربعين مؤلفا[بحاجة لمصدر]، وهي:

### كتب
| - صفحات من تاريخ المغرب العربي - تونس والجزائر والمغرب وموريتانيا – (من الفتح وحتى الآن) مقتطف من أطروحة الدكتوراه تحت الطبع - المنحة في السبحة للسيوطي (تحقيق) تحت الطبع - المساجد السبعة دراسة حديثية فقهية تاريخية. - الصيحة الحزينة في البلد اللعينة. - جمع الفوائد اختصار إصلاح المساجد من البدع والعوائد - مجلس من فوائد الليث بن سعد (تحقيق) - جزء الستة من التابعين للخطيب البغدادي (تحقيق). - فهرس شامل لرجال تاريخ دمشق للحافظ ابن عساكر البالغ 21 مجلدا مخطوطا |

### من أبحاثه العلمية
سلسلة قصص الأطفال
- القواس والفأرة (قصة للأطفال)[9]
- الجمل الحزين (قصة واقعية للأطفال) تحت الطبع
- عبد الرحمن والجني (قصة واقعية للأطفال)تحت الطبع
- سفينة والأسد (قصة للأطفال) [10][11]
- مناظرة مسلم لأساقفة الروم (قصة واقعية) تحت الطبع.

سلسلة رسائل تربوية
- هديتي لابنتي عند زفافها (هدية كل عروس)[12]
- دراسة حديثية فقهية حول حكم البناء والكراء في سوق المناخة.

سلسلة ما يتعلق بالصلاة
- من أم الناس فليخفف.[13][14]
- أحكام السترة في مكة وغيرها وحكم المرور بين يدي المصلي [15]

- ثلاثة عشرة سؤالاً وجواباً حول السترة والمرور بين يدي المصلي.[2]نسخة محفوظة 20 نوفمبر 2017 على موقع واي باك مشين.</ref>[17]
- قطف الزهو في أحكام سجود السهو.[18]

سلسلة النبي صلى الله عليه وسلم وصحابته الكرام
- الإسلام ونبي الإسلام (دراسة حول شخصية النبي صلى الله عليه وسلم ورسالته) [19]

- معرفة الصحابة لأبي نعيم - المجلد الرابع (تحقيق)تحت الطبع.
- النبي صلى الله عليه وسلم كأنك تراه (مقتطف من السيرة المذكورة آنفا)[2]
- الإسراء والمعراج (مقتطف من السيرة المذكورة آنفا)[23]
- الهجرة النبوية (مقتطف من المجلد الثالث من السيرة)[24]
- تحديد تاريخ المولد (مقتطف من السيرة المذكورة آنفا)[25]
- صحيح السيرة النبوية المسماة بالسيرة الذهبية (المجلد الأول والثاني)[26]

ما يختص بالقرآن الكريم وعلومه
- أحكام الحج في سورة البقرة (فهم السلف الصالح للآيات 196-203) مقتطف من أطروحة الماجستير. تحت الطبع
- فضل قل هو الله أحد للخلال (تحقيق)
- موسوعة فضائل سور وآيات القرآن (القسم الصحيح- مجلدان)[27]

- موسوعة فضائل سور وآيات القرآن (القسم الضعيف) تحت الطبع
- مرويات ابن ماجه في التفسير تحت الطبع
- عدة رسائل مقتطفة من كتاب الإسلام ونبي الإسلام تحت الطبع.
- الأحاديث الثابتة في فضائل سور وآيات القرآن (مختصر الموسوعة)[31]
- مرويات الإمام أحمد في التفسير[32]

- مرويات الإمام مالك في التفسير [34]
- المدخل الصغير لعلوم القرآن والحديث والعقيدة والتفسير تحت الطبع.
- أعلام المفسرين في المغرب العربي (مقتطف من الدكتوراه أيضا) تحت الطبع[35]
- كيف تقرأ القرآن. (بالمشاركة مع الدكتور سعيد الصيني)

سلسلة ما يختص بالمرأة المسلمة
- إسعاف النساء بفصل الصفرة عن الدماء[36][37]
- عبق الخلفاء الراشدين: دراسة شرعية لسيرة الملك عبد العزيز آل سعود.
- هذا هو مؤسس المملكة. مختصر الكتاب السابق.

### كتب أخرى تحت الإعداد
| - المجلد الثالث من صحيح السيرة النبوية - أحكام تسوية الصفوف في الصلاة - أحكام تجويد القرآن | - شبهات حول العقيدة والرد عليها (رد على محمد علوي المالكي في كتابه مفاهيم يجب أن تصحح) - الجامع لأسباب النزول - السيرة النبوية لابن هشام (تحقيق) - سؤال وجواب عبر الإنترنت (مجموع للفتاوى عبر الشبكة) |

### الفتاوى والمحاضرات المسجلة
- له العديد من الفتاوى والمحاضرات المسجلة المنشورة.
- له لقاء أسبوعي عبر برنامج البالتوك يلتقي بجميع المسلمين من شتى بقاع الأرض حول العالم وقد أسلم على يديه الكثير من هذا اللقاء.
- له لقاء شهري في رمضان باسم «اسأل والطرهوني يجيب» يجيب فيه عن أسئلة جميع المسلمين بما يخص شؤونهم وحياتهم وبما أشكل عليهم من أمور دينهم.
- له ما يقرب من 15000 فتوى مسجلة بصوته تحت الترتيب والتنسيق.
- له قناة على موقع اليوتيوب فيها اللقاءات والفتاوى المصورة.
- حوار مع الشيخ الدكتور محمد بن رزق الطرهوني نسخة محفوظة 10 يونيو 2016 على موقع واي باك مشين. [38]

المحاضرات والفتاوى الصوتية

## المشاركات الإعلامية

### المشاركات والمؤتمرات
- شارك بالعديد المحاضرات العامة في داخل المملكة
- شارك في تقديم عدد من الدورات العلمية الشرعية والتحق بها الكثير من الطلاب من جميع أنحاء العالم.
- شارك في عدد من الملتقيات والمشاركات في الداخل والخارج شارك في توعية الحجاج والمعتمرين والمسلمين الجدد القادمين من خارج المملكة.
- حوار صريح مع الدكتور محمد رزق طرهوني الحوار

### برامجه على الإنترنت
| - مع الطرهوني | - اسأل والطرهوني يجيب | - بلاد الحرمين تحت مجهر الطرهوني | - دورة الجهاد في فقه صحيح البخاري |

### مقالات متنوعة
- ماذا تنقمون من عمرو خالد[39]
- وقفات مع مكاشفات الصفار.[2]
- رب فتوى تضج منها السماء [40]
- فقه أحاديث كتاب الجهاد من صحيح البخاري [41]
- من أي صنف أنت؟ [42]
- رسالة إلى حكام المسلمين (بروتوكولات حكماء المسلمين) [43]

## مذهبه الفكري
تقلب الطرهوني في بعض الجماعات الإسلامية كأنصار السنة و‌الإخوان المسلمين، فقد أسهموا في تشكيل فكره، وتكوين وصياغة طريقه، وانتهى به المسار إلى العمل التطوعي.